# Conexão de banco de dados
Uma conexão de banco de dados é uma facilidade em ciência da computação que permite que o software cliente comunique-se com o software do servidor de banco de dados, na mesma máquina ou não. Uma conexão é necessária para enviar comandos e receber respostas.
Conexões são um conceito chave em programação de centro de dados. 